# Kobylniki (powiat górowski)
Kobylniki – wieś w Polsce, położona w województwie dolnośląskim, w powiecie górowskim, w gminie Wąsosz.
Wchodzi w skład sołectwa Płoski.
Do 2023 r. miejscowość była przysiółkiem wsi Płoski.
W latach 1975–1998 przysiółek należał administracyjnie do województwa leszczyńskiego.